# Muance (rivière)
Pour les articles homonymes, voir Muance.
La Muance est une rivière française coulant dans le département du Calvados, en région Normandie, et un affluent gauche du fleuve la Dives.

## Géographie
Longue de 19 kilomètres, la Muance prend sa source à Saint-Sylvain, à 45 mètres d'altitude, au lieu-dit le Bout Quesnay.
La Muance prend une orientation nord-est puis nord à mi-parcours. 
Elle se jette dans la Dives en limite de Troarn et Saint-Pierre-du-Jonquet, à 4 mètres d'altitude, dans les marais de la Dives, à l'est de la plaine de Caen.

### Communes et cantons traversés
Dans le département du Calvados, la Muance traverse les neuf communes suivantes, dans deux cantons, de l'amont vers l'aval, de Saint-Sylvain (source), Fierville-Bray, Billy, Airan, Moult, Argences, Saint-Pierre-du-Jonquet, Janville, Troarn (confluence). 
Soit en termes de cantons, la Muance prend source dans le canton de Thury-Harcourt et conflue dans le canton de Troarn, le tout dans l'arrondissement de Caen et dans les intercommunalités communauté de communes Cingal-Suisse Normande, communauté de communes Val ès dunes, Caen la Mer.

### Bassin versant
La Muance traverse les trois zones hydrographiques I145, I146, I147, pour une superficie totale de 88 km2,. Ce bassin versant est constitué à 91,63 % de « territoires agricoles », à 5,41 % de « territoires artificialisés », à 2,39 % de « forêts et milieux semi-naturels ».

### Organisme gestionnaire
L'organisme gestionnaire est le SMBD ou Syndicat Mixte du Bassin de la Dives, sis à Saint-Pierre-sur-Dives, créé au 1er janvier 2013 par fusion.

## Affluents
Aucun des affluents de la Muance ne dépasse les 6 km. Elle reçoit néanmoins les eaux s'écoulant du marais de Vimont en rive gauche après Argences. La Muance a trois affluents référencés :
- la Vieille Rivière (rd[note 2]), 5,4 km sur les deux communes de Saint-Pierre-du-Jonquet (confluence) et Saint-Ouen-du-Mesnil-Oger (source),
- la Tranchée (rd), 5,8 km sur les deux communes de Saint-Pierre-du-Jonquet et Troarn, avec deux affluents :
  - un bras de la Dives,
  - la Vieille Muance, 2 km sur les deux communes de Janville et Troarn.
- la Morte Eau (rg), 2,7 km sur les deux communes de Vimont et Argences avec un affluent :
  - le Canal Oursin, 17,4 km sur les huit communes de Brucourt, Basseneville, Goustranville, Janville, Emieville Vimont, Troarn, Saint-Samson.

### Rang de Strahler
Donc le rang de Strahler de la Muance est de trois par la tranchée ou la Morte Eau.

## Hydrologie
Son régime hydrologique est dit pluvial océanique.